# Campeonato Mundial de Atletismo de 2022 - 100 m feminino
A competição dos 100 metros feminino no Campeonato Mundial de Atletismo de 2022 foi realizada no estádio Hayward Field, em Eugene, nos Estados Unidos, nos dias 16 e 17 de julho de 2022.

## Recordes
Antes da competição, os recordes eram os seguintes:
| Recorde mundial                               | Florence Griffith-Joyner (USA) | 10.49 | Indianápolis, Estados Unidos | 16 de julho de 1988   |
| Recorde do campeonato                         | Marion Jones (USA)             | 10.70 | Sevilha, Espanha             | 28 de agosto de 1999  |
| Melhor marca do ano                           | Shelly-Ann Fraser-Pryce (JAM)  | 10.67 | Nairóbi, Quênia              | 7 de maio de 2022     |
| Melhor marca do ano                           | Shelly-Ann Fraser-Pryce (JAM)  | 10.67 | Paris, França                | 18 de junho de 2022   |
| Recorde da África                             | Murielle Ahouré (CIV)          | 10.78 | Montverde, Estados Unidos    | 11 de junho de 2016   |
| Recorde da África                             | Marie-Josée Ta Lou (CIV)       | 10.78 | Tóquio, Japão                | 30 de julho de 2021   |
| Recorde da Ásia                               | Li Xuemei (CHN)                | 10.79 | Xangai, China                | 18 de outubro de 1997 |
| Recorde da América do Norte, Central e Caribe | Florence Griffith-Joyner (USA) | 10.49 | Indianápolis, Estados Unidos | 16 de julho de 1988   |
| Recorde da América do Sul                     | Rosângela Santos (BRA)         | 10.91 | Londres, Grã Bretanha        | 6 de agosto de 2017   |
| Recorde da Europa                             | Christine Arron (FRA)          | 10.73 | Budapeste, Hungria           | 19 de agosto de 1998  |
| Recorde da Oceania                            | Zoe Hobbs (NZL)                | 11.09 | Mackay, Austrália            | 7 de junho de 2022    |

Os seguintes recordes mundiais ou olímpicos foram estabelecidos durante esta competição:
| Data        | Evento        | Atleta                        | Tempo | Notas              |
| ----------- | ------------- | ----------------------------- | ----- | ------------------ |
| 16 de julho | Eliminatórias | Zoe Hobbs (NZL)               | 11.08 | Recorde da Oceania |
| 17 de julho | Final         | Shelly-Ann Fraser-Pryce (JAM) | 10.67 | =                  |

## Medalhistas
| Ouro                          | Prata                  | Bronze                      |
| Shelly-Ann Fraser-Pryce (JAM) | Shericka Jackson (JAM) | Elaine Thompson-Herah (JAM) |

## Tempo de qualificação
| Tempo de qualificação |
| --------------------- |
| 11.15                 |

## Calendário
| Data        | Horário | Fase          |
| ----------- | ------- | ------------- |
| 16 de julho | 17:10   | Eliminatórias |
| 17 de julho | 17:33   | Semifinais    |
| 17 de julho | 19:50   | Final         |

Todos os horários estão no horário local (UTC-7)

## Resultados

### Eliminatórias
Qualificação: Os três primeiros de cada bateria (Q) e os três melhores tempos (q) das eliminatórias. 

Vento:

Bateria 1: +0.7 m/s, Bateria 2: -0.2 m/s, Bateria 3: +0.2 m/s, Bateria 4: +0.8 m/s, Bateria 5: +1.2 m/s, Bateria 6: +0.1 m/s, Bateria 7: -0.1 m/s
| Pos. | Bateria | Atleta                  | Nacionalidade          | Tempo | Notas                |
| ---- | ------- | ----------------------- | ---------------------- | ----- | -------------------- |
| 1    | 5       | Dina Asher-Smith        | Grã-Bretanha           | 10.84 | Q,                   |
| 2    | 2       | Shelly-Ann Fraser-Pryce | Jamaica                | 10.87 | Q                    |
| 3    | 4       | Marie-Josée Ta Lou      | Costa do Marfim        | 10.92 | Q,                   |
| 4    | 2       | Daryll Neita            | Grã-Bretanha           | 10.95 | Q,                   |
| 4    | 4       | Twanisha Terry          | Estados Unidos         | 10.95 | Q                    |
| 6    | 7       | Mujinga Kambundji       | Suíça                  | 10.97 | Q                    |
| 7    | 1       | Shericka Jackson        | Jamaica                | 11.02 | Q                    |
| 8    | 7       | Melissa Jefferson       | Estados Unidos         | 11.03 | Q                    |
| 9    | 6       | Aleia Hobbs             | Estados Unidos         | 11.04 | Q                    |
| 10   | 5       | Julien Alfred           | Santa Lúcia            | 11.05 | Q                    |
| 11   | 7       | Ewa Swoboda             | Polónia                | 11.07 | Q                    |
| 12   | 1       | Zoe Hobbs               | Nova Zelândia          | 11.08 | Q,                   |
| 13   | 1       | Anthonique Strachan     | Bahamas                | 11.08 | Q                    |
| 14   | 5       | Aminatou Seyni          | Níger                  | 11.09 | Q                    |
| 14   | 2       | Gina Lückenkemper       | Alemanha               | 11.09 | Q                    |
| 16   | 4       | Kemba Nelson            | Jamaica                | 11.10 | Q                    |
| 17   | 3       | Elaine Thompson-Herah   | Jamaica                | 11.15 | Q                    |
| 18   | 2       | Tynia Gaither           | Bahamas                | 11.16 | q                    |
| 19   | 3       | Nzubechi Grace Nwokocha | Nigéria                | 11.16 | Q                    |
| 19   | 5       | Murielle Ahouré         | Costa do Marfim        | 11.16 | q                    |
| 21   | 2       | Ge Manqi                | China                  | 11.17 | q                    |
| 22   | 6       | Michelle-Lee Ahye       | Trinidad e Tobago      | 11.18 | Q                    |
| 23   | 5       | Vitoria Cristina Rosa   | Brasil                 | 11.20 |                      |
| 24   | 1       | Imani Lansiquot         | Grã-Bretanha           | 11.24 |                      |
| 25   | 1       | Liang Xiaojing          | China                  | 11.25 |                      |
| 26   | 3       | Zaynab Dosso            | Itália                 | 11.26 | Q                    |
| 27   | 3       | Joella Lloyd            | Antígua e Barbuda      | 11.27 |                      |
| 28   | 6       | Edidiong Odiong         | Bahrein                | 11.28 | Q                    |
| 29   | 3       | Diana Vaisman           | Israel                 | 11.29 |                      |
| 30   | 7       | Bree Masters            | Austrália              | 11.29 | Recorde pessoal      |
| 31   | 5       | Alexandra Burghardt     | Alemanha               | 11.29 | Recorde da temporada |
| 32   | 4       | Carina Horn             | África do Sul          | 11.29 |                      |
| 33   | 7       | Maria Isabel Pérez      | Espanha                | 11.30 |                      |
| 34   | 6       | Khamica Bingham         | Canadá                 | 11.30 |                      |
| 34   | 4       | Géraldine Frey          | Suíça                  | 11.30 |                      |
| 36   | 4       | Patrizia van der Weken  | Luxemburgo             | 11.34 |                      |
| 37   | 6       | Ajla del Ponte          | Suíça                  | 11.41 |                      |
| 38   | 7       | Lorène Dorcas Bazolo    | Portugal               | 11.44 |                      |
| 39   | 3       | Crystal Emmanuel        | Canadá                 | 11.48 |                      |
| 40   | 6       | Jasmine Abrams          | Guiana                 | 11.55 |                      |
| 41   | 1       | Olga Safronova          | Cazaquistão            | 11.65 |                      |
| 42   | 2       | Fatmata Awolo           | Serra Leoa             | 11.77 |                      |
| 43   | 1       | Mudhawi Alshammari      | Kuwait                 | 11.91 |                      |
| 44   | 2       | Amya Clarke             | São Cristóvão e Neves  | 11.98 |                      |
| 45   | 5       | Hereiti Bernardino      | Polinésia Francesa     | 12.90 |                      |
| 46   | 6       | Zarinae Sapong          | Marianas Setentrionais | 12.98 |                      |
| 47   | 7       | Jovita Arunia           | Ilhas Salomão          | 13.15 |                      |
| 48   | 3       | Yasmeen Aldabbagh       | Arábia Saudita         | 13.21 |                      |
| 49   | 4       | Ka'alieena Bien         | Ilhas Marshall         | 14.71 |                      |

### Semifinais
Qualificação: Os dois primeiros de cada bateria (Q) e os dois melhores tempos (q) das semifinais.
Vento:

Bateria 1: -0.2 m/s, Bateria 2: -0.2 m/s, Bateria 3: +0.4 m/s
| Pos. | Bateria | Atleta                  | Nacionalidade     | Tempo | Notas           |
| ---- | ------- | ----------------------- | ----------------- | ----- | --------------- |
| 1    | 2       | Elaine Thompson-Herah   | Jamaica           | 10.82 | Q               |
| 2    | 1       | Shericka Jackson        | Jamaica           | 10.84 | Q               |
| 3    | 2       | Marie-Josée Ta Lou      | Costa do Marfim   | 10.87 | Q,              |
| 4    | 1       | Dina Asher-Smith        | Grã-Bretanha      | 10.89 | Q               |
| 5    | 2       | Melissa Jefferson       | Estados Unidos    | 10.92 | q               |
| 6    | 3       | Shelly-Ann Fraser-Pryce | Jamaica           | 10.93 | Q               |
| 7    | 3       | Aleia Hobbs             | Estados Unidos    | 10.95 | Q               |
| 8    | 2       | Mujinga Kambundji       | Suíça             | 10.96 | q               |
| 9    | 3       | Daryll Neita            | Grã-Bretanha      | 10.97 |                 |
| 10   | 2       | Anthonique Strachan     | Bahamas           | 10.98 | Recorde pessoal |
| 11   | 1       | Twanisha Terry          | Estados Unidos    | 11.04 |                 |
| 12   | 2       | Ewa Swoboda             | Polónia           | 11.08 |                 |
| 13   | 3       | Gina Lückenkemper       | Alemanha          | 11.08 |                 |
| 14   | 3       | Zoe Hobbs               | Nova Zelândia     | 11.13 |                 |
| 15   | 2       | Ge Manqi                | China             | 11.13 |                 |
| 16   | 1       | Nzubechi Grace Nwokocha | Nigéria           | 11.16 |                 |
| 17   | 1       | Aminatou Seyni          | Níger             | 11.21 |                 |
| 18   | 3       | Michelle-Lee Ahye       | Trinidad e Tobago | 11.24 |                 |
| 19   | 1       | Kemba Nelson            | Jamaica           | 11.25 |                 |
| 20   | 1       | Murielle Ahouré         | Costa do Marfim   | 11.25 |                 |
| 21   | 3       | Zaynab Dosso            | Itália            | 11.28 |                 |
| 22   | 2       | Edidiong Odiong         | Bahrein           | 11.56 |                 |
|      | 1       | Julien Alfred           | Santa Lúcia       | DSQ   |                 |
|      | 3       | Tynia Gaither           | Bahamas           | DSQ   |                 |

### Final
A final ocorreu dia 17 de julho às 19:50.
Vento: +0.8 m/s
| Pos.              | Atleta                  | Nacionalidade   | Tempo | Notas           |
| ----------------- | ----------------------- | --------------- | ----- | --------------- |
| Medalha de ouro   | Shelly-Ann Fraser-Pryce | Jamaica         | 10.67 | ,=              |
| Medalha de prata  | Shericka Jackson        | Jamaica         | 10.73 | Recorde pessoal |
| Medalha de bronze | Elaine Thompson-Herah   | Jamaica         | 10.81 |                 |
| 4                 | Dina Asher-Smith        | Grã-Bretanha    | 10.83 | =               |
| 5                 | Mujinga Kambundji       | Suíça           | 10.91 |                 |
| 6                 | Aleia Hobbs             | Estados Unidos  | 10.92 |                 |
| 7                 | Marie-Josée Ta Lou      | Costa do Marfim | 10.93 |                 |
| 8                 | Melissa Jefferson       | Estados Unidos  | 11.03 |                 |

Legenda
| Recorde mundial       | Recorde mundial (World record)               |                       | Recorde africano                      | Recorde africano (African) |                                           | Q | Classificado por posição (Qualified) |
| Recorde do campeonato | Recorde do campeonato (Championship record)  | Recorde da América    | Recorde da América (Americas)         | q                          | Classificado por melhor tempo (Qualified) |   |                                      |
| Melhor marca do ano   | Melhor marca do ano (World leading)          | Recorde asiático      | Recorde asiático (Asian)              | DNS                        | Não largou (Did not start)                |   |                                      |
| Recorde nacional      | Recorde nacional (National record)           | Recorde europeu       | Recorde europeu (European)            | DNF                        | Não terminou (Did not finish)             |   |                                      |
| Recorde pessoal       | Recorde pessoal do atleta (Personal best)    | Recorde da Oceania    | Recorde da Oceania (Oceania)          | DSQ / DQ                   | Desclassificado (Disqualified)            |   |                                      |
| Recorde da temporada  | Recorde da temporada do atleta (Season best) | Recorde sul-americano | Recorde sul-americano (South America) | NM                         | Sem marca (No mark)                       |   |                                      |